# Hemiceras illucens
Hemiceras illucens är en fjärilsart som beskrevs av Walker 1865. Hemiceras illucens ingår i släktet Hemiceras och familjen tandspinnare. Inga underarter finns listade i Catalogue of Life.